# Sjeveroistočni iranski jezici
Sjeveroistočni iranski jezici, podskupina istočnoiranskih jezika koju danas sačinjavaju dva živa jezika, to su: osetski [oss] (Gruzija) i jagnobski (yagnobi) [yai] (Tadžikistan). Treći jezik bio je možda avestički (avesta, pazend) [ave] koji se govorio u Iranu; danas se kalsificira kao poseban iranski jezik.
Najvažniji jezik je osetski koji ima preko 640.000 govornika, i kojim se služe Oseti iz Osetije i susjednih krajeva. Jezik jagnobi ima oko 12.000 govornika, Jagnoba, pripadnika plemena s rijeke Yagnob u bazenu Zeravshana u Tadžikistanu, čiji se jezik povlači pred tadžičkim koji se uči u školama.

## Vanjske poveznice
- Ethnologue (14th)
- Ethnologue (15th)